# Liste der Biografien/Asc
Liste der Biografien |
Portal Biografien |
Personensuche
# |
A |
B |
C |
D |
E |
F |
G |
H |
I |
J |
K |
L |
M |
N |
O |
P |
Q |
R |
S |
T |
U |
V |
W |
X |
Y |
Z |
?
 
Aa |
Ab |
Ac |
Ad |
Ae |
Af |
Ag |
Ah |
Ai |
Aj |
Ak |
Al |
Am |
An |
Ao |
Ap |
Aq |
Ar |
As |
At |
Au |
Av |
Aw |
Ax |
Ay |
Az
 
Asa |
Asb |
Asc |
Asd |
Ase |
Asf |
Asg |
Ash |
Asi |
Asj |
Ask |
Asl |
Asm |
Asn |
Aso |
Asp |
Asq |
Asr |
Ass |
Ast |
Asu |
Asv |
Asw |
Asy |
Asz
Die Liste der Biografien führt alle Personen auf, die in der deutschsprachigen Wikipedia einen Artikel haben. Dieses ist eine Teilliste mit 350 Einträgen von Personen, deren Namen mit den Buchstaben „Asc“ beginnt.

## Asc

### Asca
- Ascacibar, Sabrina (* 1967), deutsch-argentinische Schauspielerin, Sängerin, Tänzerin und Musikerin
- Ascacíbar, Santiago (* 1997), argentinischer Fußballspieler
- Ascalesi, Alessio (1872–1952), italienischer Ordensgeistlicher, Kardinal und Erzbischof von Neapel
- Ascalon, Brad (* 1977), US-amerikanischer Industriedesigner
- Ascalon, David (* 1945), israelischer Künstler und Bildhauer
- Ascalon, Maurice (1913–2003), israelischer Künstler und Bildhauer
- Ascanelli, Giorgio (* 1959), italienischer Ingenieur in der Formel 1
- Ascani, Anna (* 1987), italienische Politikerin (PD)
- Ascani, Fred John (1917–2010), US-amerikanischer Generalmajor der United States Air Force und Testpilot
- Ascani, Luca (* 1983), italienischer Radrennfahrer
- Ascanius, Peter (1723–1803), norwegischer Zoologe und Mineraloge
- Ascarelli, Devorà, italienische Dichterin
- Ascari, Alberto (1918–1955), italienischer AutomobilrennfahrerAlberto Ascari (1918–1955)

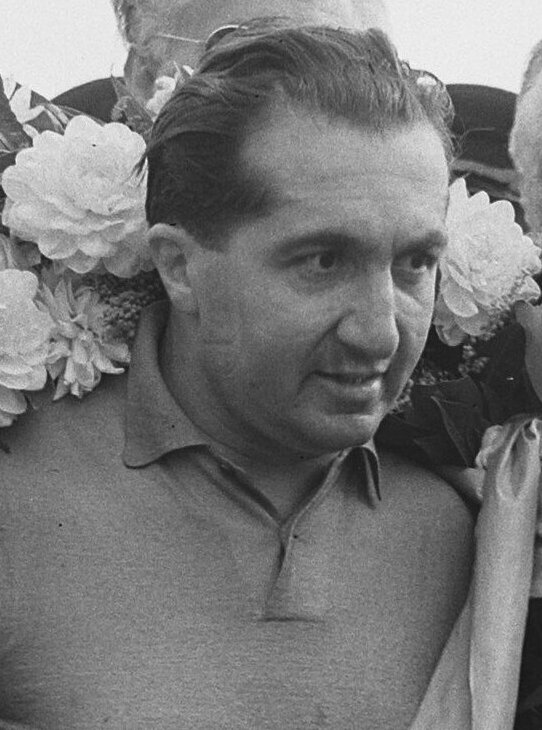
Alberto Ascari (1918–1955)

- Ascari, Antonio (1888–1925), italienischer Automobilrennfahrer
- Ascari, Tonino (1942–2008), italienischer Autorennfahrer und Unternehmer
- Ascaricus, fränkischer König
- Ascaride, Ariane (* 1954), französische SchauspielerinAriane Ascaride (* 1954)

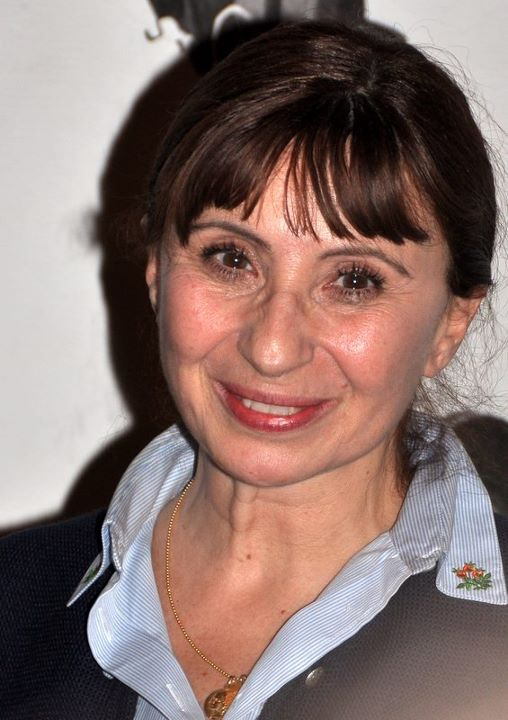
Ariane Ascaride (* 1954)

- Ascarrunz, Victor Hugo (* 1960), bolivianischer Skirennläufer
- Ascaso, Francisco (1901–1936), spanischer Anarchist und Bürgerkriegsteilnehmer
- Ascaso, Rosa, spanische Turnerin
- Ascasubi, Hilario (1807–1875), argentinischer Schriftsteller
- Ascásubi, Manuel de (1804–1876), ecuadorianischer Politiker, zweimaliger Präsident von Ecuador

### Asce
- Ascelin († 1148), Bischof von Rochester
- Ascelinus, Nicolaus, italienischer Dominikaner und Mongoleireisender
- Ascencio García, Cristóbal (* 1955), mexikanischer Geistlicher, römisch-katholischer Bischof von Apatzingán
- Ascencio León, Renato (1939–2022), mexikanischer Geistlicher, römisch-katholischer Bischof von Ciudad Juárez
- Ascencio, Gabriel (* 1953), chilenischer Politiker, Jurist, Abgeordneter und Parlamentspräsident
- Ascensi, Timoteo Maria (1759–1828), italienischer Ordensgeistlicher und Bischof
- Ascensión del Corazón de Jesús (1868–1940), spanische Ordensgründerin, Selige
- Ašćerić, Luka (* 1997), österreichisch-serbisch-französischer Basketballspieler
- Ašćerić, Neno (* 1965), jugoslawisch-österreichischer Basketballspieler und -trainer

### Asch
- Asch van Wijck, Cornélie Caroline van (1900–1932), niederländische Bildhauerin
- Asch van Wijck, Titus van (1849–1902), niederländischer Politiker
- Asch, Adolph von (1839–1906), bayerischer General der Infanterie und Kriegsminister
- Asch, Andrea (* 1959), deutsche Politikerin (Bündnis 90/Die Grünen), MdL
- Asch, Bruno (1890–1940), deutscher Kommunalpolitiker der SPD
- Asch, Georg Thomas von (1729–1807), Generalstabsarzt der russischen Armee und Staatsrat unter Katharina II., Sammler und Mäzen
- Asch, Jenny (1832–1907), deutsche Malerin, Philanthropin und Fröbelpädagogin
- Asch, Joel (1745–1810), jüdischer Gelehrter und Rabbiner
- Asch, Johann (1911–1990), deutscher Kommunalpolitiker (SPD), Bürgermeister von Rheinhausen
- Asch, Julius (1875–1932), deutscher Gewerkschafter und sozialdemokratischer Politiker
- Asch, Moses (1905–1986), US-amerikanischer Musikproduzent
- Asch, Nathan (1902–1964), US-amerikanischer Schriftsteller
- Asch, Peter (* 1948), US-amerikanischer Wasserballspieler
- Asch, Roland (* 1950), deutscher RennfahrerRoland Asch (* 1950)

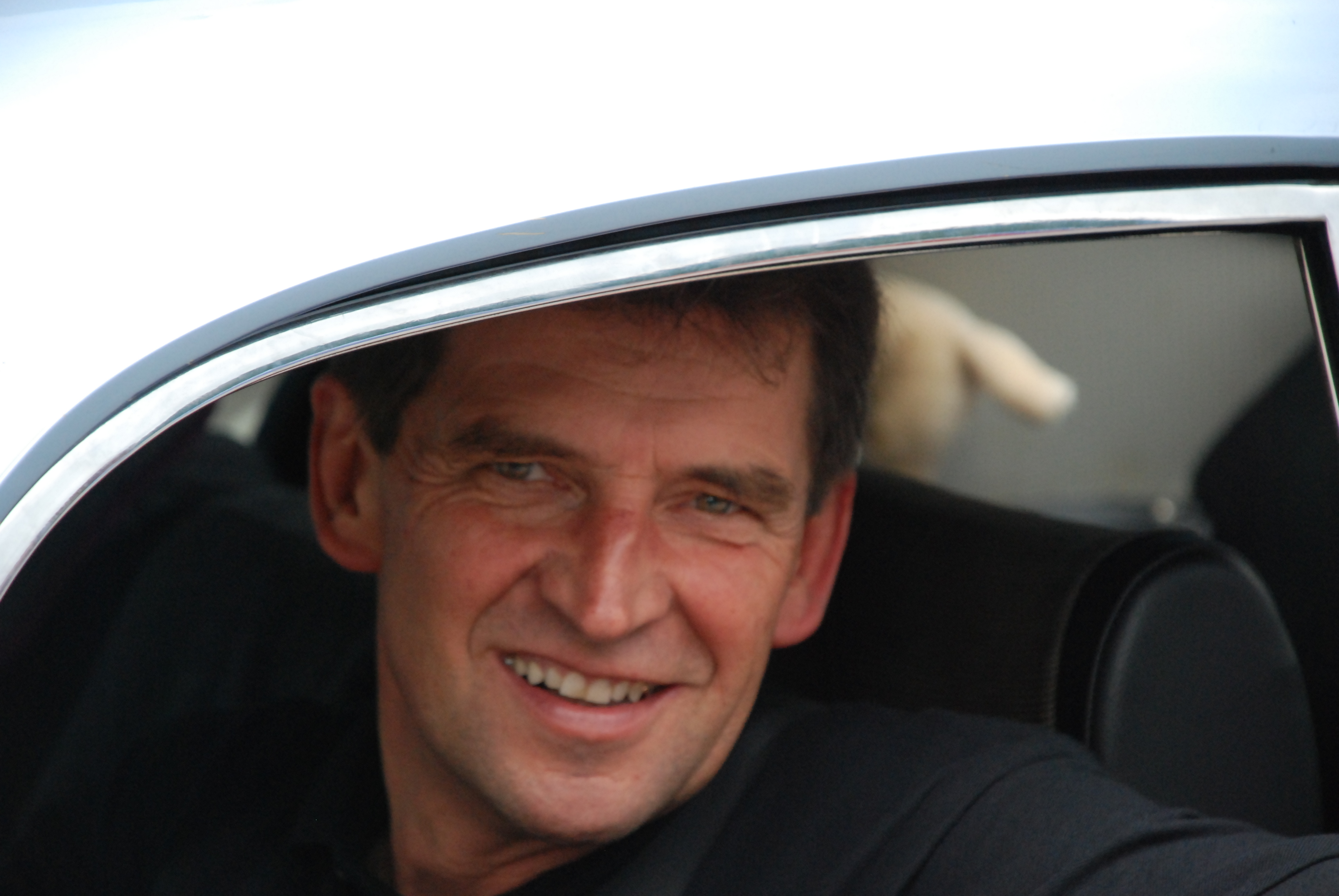
Roland Asch (* 1950)

- Asch, Ronald G. (* 1953), deutscher Historiker
- Asch, Ruth (1898–1989), deutsche Porträtfotografin
- Asch, Schalom (1880–1957), jüdischer Schriftsteller und DramatikerSchalom Asch (1880–1957)

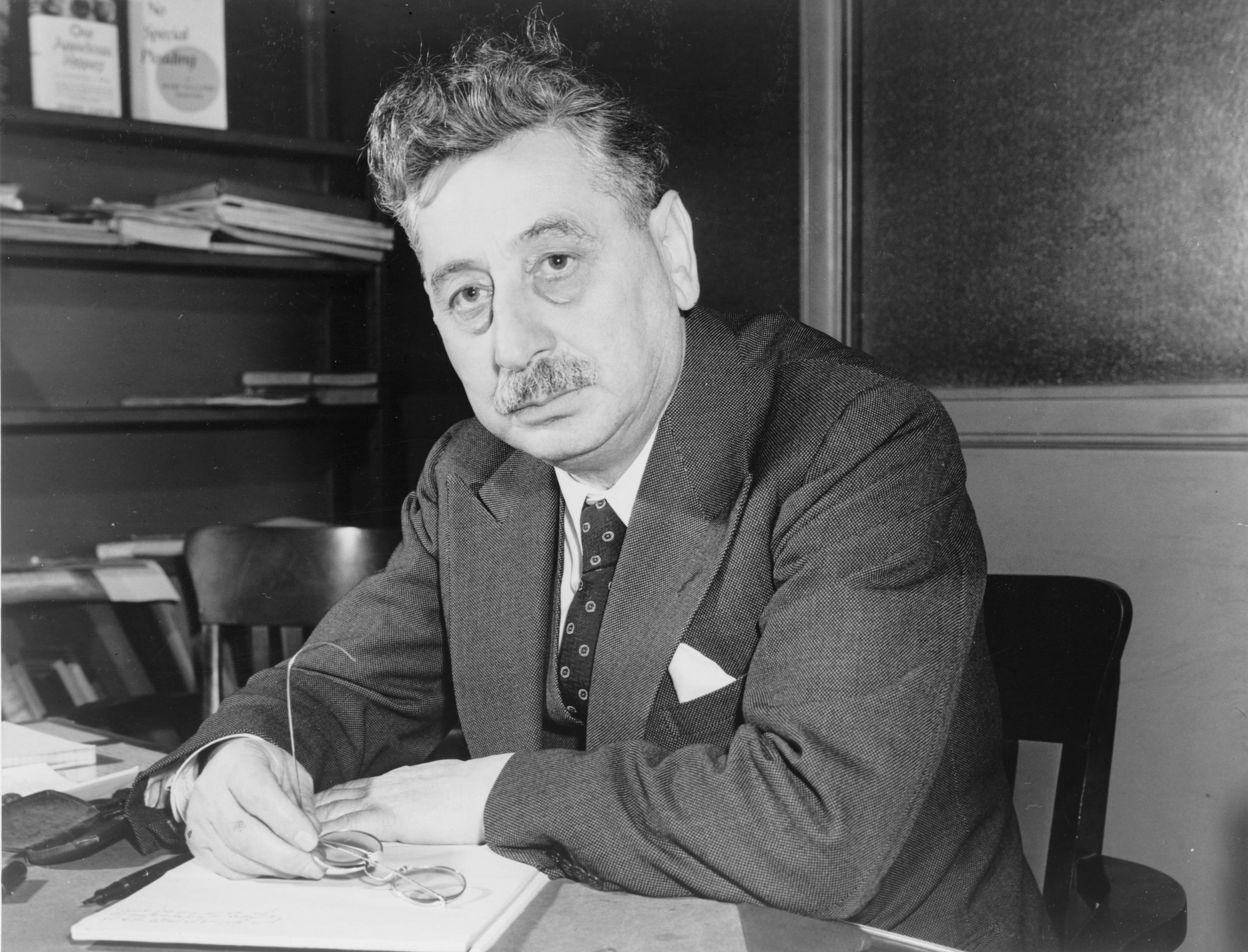
Schalom Asch (1880–1957)

- Asch, Sebastian (* 1986), deutscher Rennfahrer
- Asch, Solomon (1907–1996), polnisch-US-amerikanischer Gestaltpsychologe und Pionier der Sozialpsychologie
- asch-Schahrastānī (1076–1153), islamischer Religionsgeschichtler
- Asch-Schamlan, Ali Abdullah (* 1945), kuwaitischer Wissenschaftler; Generaldirektor der Kuwaitischen Stiftung zur Förderung der Wissenschaft; ehemaliger Minister für Höhere Bildung, Kuwait
- Asch-Schaʿrāwī, Muhammad Mitwallī (1911–1998), ägyptischer ʿĀlim und Minister für Awqāf
- asch-Schaukānī (1760–1834), islamischer Gelehrter
- Asch-Schuraim, Saud (* 1966), saudi-arabischer Geistlicher, Imam der Großen Moschee in Mekka

#### Ascha
- Aschaffenburg, Gustav (1866–1944), deutscher Psychologe
- Aschaffenburg, Otto (1878–1942), deutscher Bankier
- Aschaffenburg, Walter E. (1927–2005), US-amerikanischer Komponist
- Aschajew, Wassili Nikolajewitsch (1915–1968), sowjetischer Schriftsteller
- Aschal, Wubrist (* 2005), äthiopische Langstreckenläuferin
- Ascham, Anthony († 1650), englischer Adeliger, Parlamentarier und Diplomat
- Ascham, Roger († 1568), englischer PädagogeRoger Ascham († 1568)

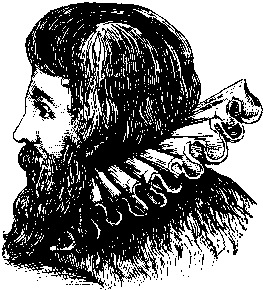
Roger Ascham († 1568)

- Aschan, Johan Lorentz (1772–1856), schwedischer Unternehmer
- Aschan, Ossian (1860–1939), finnischer Chemiker
- Aschʿarī, Abū l-Hasan al-, islamischer Theologe (Mutakallimun) und Begründer der Ascharitischen Theologieschule
- Aschari, Omid (* 1971), österreichischer Wirtschaftswissenschaftler und Hochschullehrer
- Ascharin, Andreas (1843–1896), baltisch-russischer Übersetzer und Schachspieler
- Aschʿath ibn Qais, al- († 661), König (Hadramaut)
- Aschauer, Alexander (* 1992), österreichischer Fußballspieler
- Aschauer, Alfred (1931–2013), deutscher Künstler
- Aschauer, Anton (1897–1976), deutscher Politiker und Namensgeber der von ihm gegründeten „Gruppe Aschauer“
- Aschauer, Josef (1902–1995), deutscher Bergsteiger, Kletterer, Skifahrer, Skispringer, Bergretter
- Aschauer, Mario (* 1980), österreichischer Musikwissenschaftler, Cembalist und Dirigent

#### Aschb
- Aschbach, Gerhard Adolf (1793–1842), deutscher Jurist und Politiker
- Aschbach, Joseph von (1801–1882), deutsch-österreichischer Historiker
- Aschbacher, Anton Dominik (1782–1814), Tiroler Freiheitskämpfer
- Aschbacher, Christine (* 1983), österreichische Unternehmerin und Politikerin (ÖVP)Christine Aschbacher (* 1983)

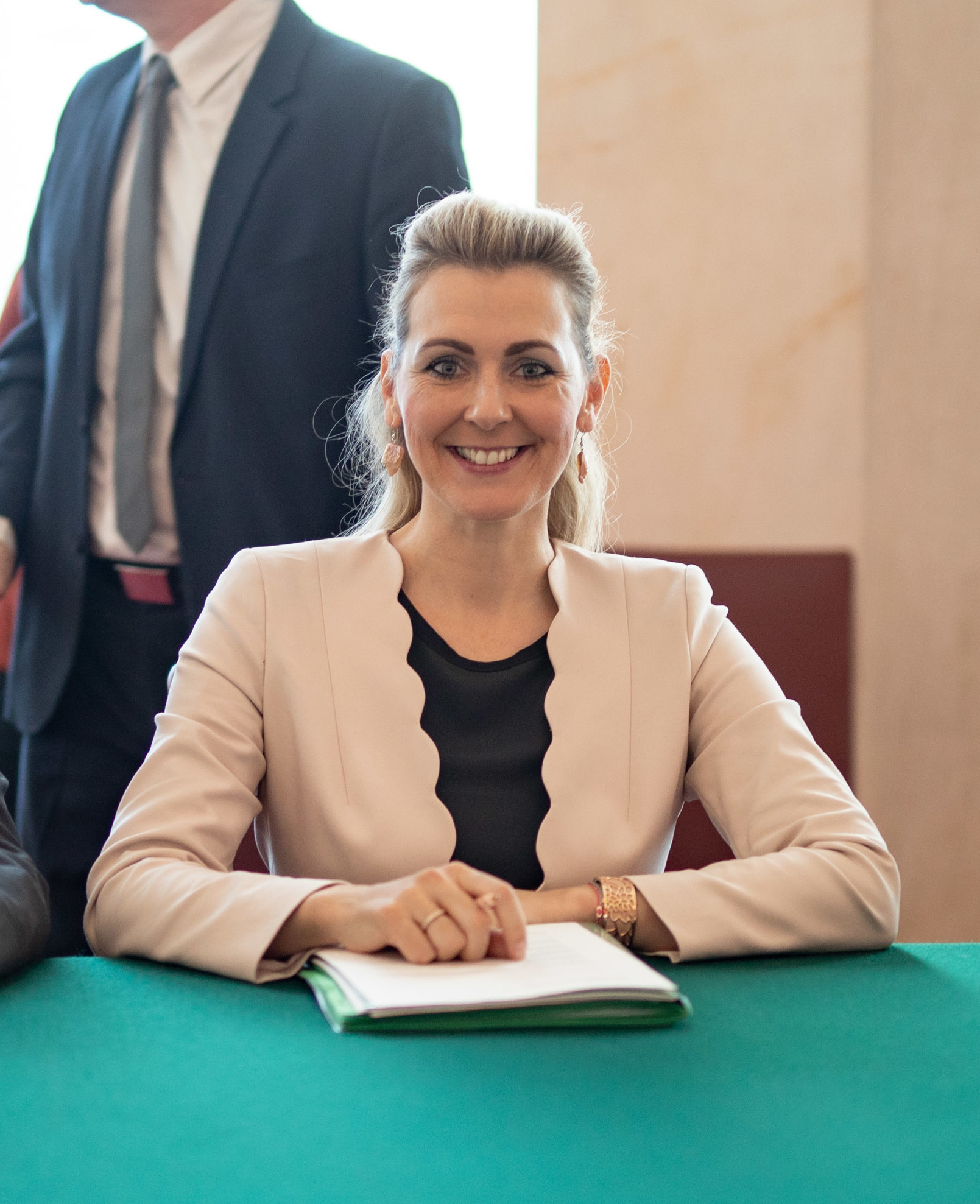
Christine Aschbacher (* 1983)

- Aschbacher, Josef (* 1962), österreichischer Weltraumforscher und -funktionär
- Aschbacher, Michael (* 1944), US-amerikanischer Mathematiker
- Aschberg, Olof (1877–1960), schwedischer Bankier
- Aschböck, Stephan (* 1956), österreichischer Jazzkeyboarder und Komponist
- Aschbrenner, Thomas (1712–1789), österreichischer Gelegenheitsdichter

#### Aschc
- Aschcharua, Aida Grigorjewna (1940–2016), sowjetische bzw. abchasische Pianistin und Hochschullehrerin

#### Asche
- Asche, deutscher Rapper
- Asche, Agnes (1891–1966), deutsche Widerstandskämpferin
- Asche, Albert (1869–1958), deutscher Lehrer, Schulrektor, Autor, Heimatforscher, Kartograf und Fotograf
- Asche, Andreas (* 1960), deutscher Fußballtorwart
- Asche, Helmut (* 1951), deutscher Sozialwissenschaftler und Entwicklungshelfer
- Asche, Jochen, deutscher Rennrodler
- Asche, Klaus (1933–2017), deutscher Manager
- Asche, Kurt (1909–1997), deutscher SS-Obersturmführer; „Judenreferent“ des Sicherheitsdienstes (SD) in Belgien
- Asche, Marion (1935–2013), deutsche Physikerin und Professorin für Festkörperphysik
- Asche, Matthias (* 1969), deutscher Historiker
- Asche, Sigfried (1906–1985), deutscher Kunsthistoriker und Museumsdirektor
- Asche, Susanne (* 1955), deutsche Literaturwissenschaftlerin, Historikerin, Kulturpolitikerin
- Asche, Wilhelm (1882–1955), deutscher Landwirt und Saatzüchter, Komponist, Schriftsteller und Heimatdichter
- Ascheberg von Bamberg, Sibylle (1888–1966), deutsche Malerin
- Ascheberg zu Venne, Clemens August von (1734–1772), Domherr in Hildesheim und Münster
- Ascheberg zu Venne, Ernst Friedrich von (1702–1762), Domherr in Münster und Minden sowie Amtsdroste in Werne
- Ascheberg zu Venne, Johann Matthias Detmar von (1716–1771), Domherr in Münster
- Ascheberg zu Venne, Johann Matthias Kaspar von (1737–1818), Domherr in Münster und preußischer Landrat des Kreises Lüdinghausen (1804–1806)
- Ascheberg zu Venne, Karl Heinrich Anton von (1718–1760), Domherr in Münster und Minden
- Ascheberg zu Venne, Karl Ludwig von (1744–1795), Domherr in Hildesheim und Vertreter der Ritterschaft im Landtag des Hochstifts Münster
- Ascheberg zu Venne, Ursula Sophia Theodora Regina von (1731–1811), Äbtissin im Stift Nottuln
- Ascheberg, Dietrich von († 1632), Domherr in Münster
- Ascheberg, Johann Detmar von (1649–1677), Amtsdroste in Werne
- Ascheberg, Johann Heidenreich von († 1697), Domherr in Münster
- Ascheberg, Johann Matthias von (1675–1732), Amtsdroste in Werne und Wirklicher Landrat
- Ascheberg, Johann Wilhelm Christoph von (1749–1811), preußischer Offizier, Kriegs- und Steuerrat
- Ascheberg, Ludger Engelbert von († 1677), Domherr in Münster
- Ascheberg, Paul (1895–1933), deutsch-russischer römisch-katholischer Geistlicher und Märtyrer
- Ascheberg, Rutger von (1621–1693), schwedischer Feldmarschall
- Aschebrock, Heinrich von († 1624), Fürstabt von Corvey
- Aschebrock, Johann von, Domherr in Münster
- Aschebrock, Rotger von, Domherr in Münster
- Aschehoug, Torkel Halvorsen (1822–1909), norwegischer Jurist, Volkswirtschaftler, Historiker und Politiker, Mitglied des Storting
- Ascheid, Reiner (* 1935), deutscher Jurist, Richter am Bundesarbeitsgericht
- Aschelinus, Anders († 1703), finnischer lutherischer Geistlicher und Dichter
- Aschemann, Harald (* 1966), deutscher Ingenieur
- Aschen, Heinrich von (1638–1711), Bremer Bürgermeister
- Aschenauer, Friedrich (1849–1898), deutscher Verwaltungsjurist und württembergischer Verwaltungsbeamter
- Aschenauer, Rudolf (1913–1983), deutscher Jurist
- Aschenbach, Dietmar (* 1950), deutscher Skispringer und Trainer
- Aschenbach, Hans-Georg (* 1951), deutscher SkispringerHans-Georg Aschenbach (* 1951)

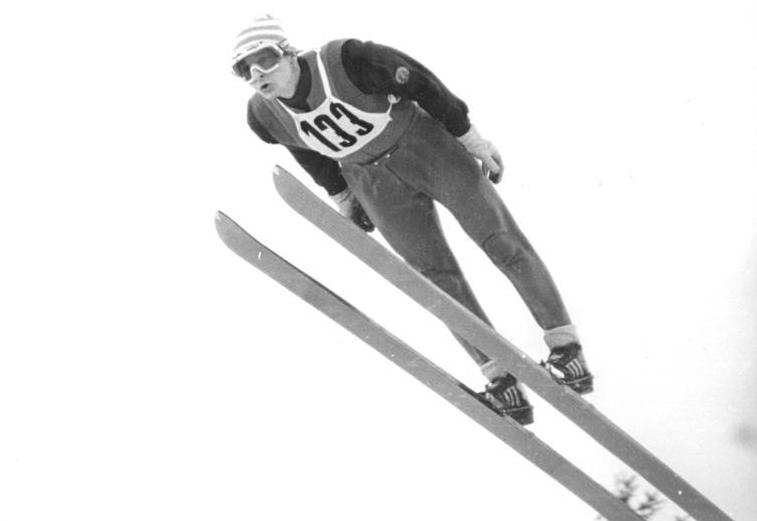
Hans-Georg Aschenbach (* 1951)

- Aschenbach, Kitty (1894–1980), deutsche Bühnen- und Filmschauspielerin
- Aschenbach, Sigmund (1866–1936), deutscher Theater- und Stummfilmschauspieler
- Aschenbeck, Nils (* 1965), deutscher Journalist, Buch-Autor und Verleger
- Aschenbeck, Udo (1939–1995), deutscher Schriftsteller, Buchhändler und Sozialpädagoge
- Aschenberg, Reinhold (* 1949), deutscher Philosoph
- Aschenberg, Wilhelm (1769–1819), deutscher lutherischer Pfarrer, Autor und Herausgeber
- Aschenberg-Dugnus, Christine (* 1959), deutsche Politikerin (FDP), MdB
- Aschenborn, Alwin (1816–1865), deutscher Jurist und Landrat
- Aschenborn, Carl Friedrich Ernst (1770–1827), preußischer Jurist
- Aschenborn, Dieter (1915–2002), namibischer Maler
- Aschenborn, Georg Friedrich (1771–1852), deutscher Beamter im preußischen Finanzwesen
- Aschenborn, Hans (1888–1931), deutscher Tiermaler, Illustrator und Autor
- Aschenborn, Max (1860–1919), deutscher Verwaltungsjurist
- Aschenborn, Richard (1848–1935), deutscher Konteradmiral der Kaiserlichen Marine
- Aschenborn, Uli (* 1947), namibischer Maler
- Aschenbrandt, Heinrich (1884–1953), deutscher Generalmajor im Zweiten Weltkrieg
- Aschenbrenner, Anton (* 1962), katholischer Priester (1991 bis 2003) und Theologe
- Aschenbrenner, Astrid (* 1989), österreichische Kabarettistin
- Aschenbrenner, Beda (1756–1817), deutscher Rechtswissenschaftler für Kirchenrecht und Abt der Benediktinerabtei Oberalteich
- Aschenbrenner, Bruno (* 1970), österreichischer Politiker (ÖVP), Mitglied des Bundesrates, Landtagsabgeordneter
- Aschenbrenner, Christian Heinrich († 1732), deutscher Komponist und Violinist
- Aschenbrenner, Dieter (1928–2020), deutscher Religionspädagoge und Hochschullehrer
- Aschenbrenner, Erwin (* 1954), deutscher Unternehmer und Reiseleiter
- Aschenbrenner, Eva (1924–2013), deutsche Heilkräuterspezialistin
- Aschenbrenner, Franz (1898–1998), österreichischer Buchhändler
- Aschenbrenner, Hans (* 1932), deutscher Tierarzt und Naturbotschafter im Naturpark Oberer Bayerischer Wald
- Aschenbrenner, Heinrich (1895–1960), deutscher Generalleutnant der Luftwaffe im Zweiten Weltkrieg
- Aschenbrenner, Iris (* 1980), deutsche Schauspielerin, Moderatorin und ein Model
- Aschenbrenner, Josef (1798–1858), deutscher Jurist in der Finanzverwaltung Bayerns
- Aschenbrenner, Karl (1865–1955), österreichischer Maler, Illustrator und Bürgerschullehrer
- Aschenbrenner, Ludwig (1902–1958), deutscher Schneidermeister und DAV-Funktionär
- Aschenbrenner, Luise (* 1995), deutsche Schauspielerin
- Aschenbrenner, Matthias (* 1972), deutsch-US-amerikanischer Mathematiker
- Aschenbrenner, Michael (1549–1605), Apotheker und Münzmeister in Berlin
- Aschenbrenner, Michel (* 1999), deutscher Radrennfahrer
- Aschenbrenner, Peter (1902–1998), österreichischer Bergsteiger
- Aschenbrenner, Reinhard (1906–2008), deutscher Internist
- Aschenbrenner, Rosa (1885–1967), deutsche Politikerin (USPD, SPD), MdL
- Aschenbrenner, Rudolf (1907–1994), deutscher Diplomingenieur und Geschäftsführer Starkstrom-Gerätebau GmbH
- Aschenbrenner, Sebastian (* 1995), österreichischer Triathlet
- Aschenbrenner, Viktor (1904–1992), deutscher Vertriebenenpolitiker
- Aschenbrenner, Wilhelmine (* 1791), deutsche Theaterschauspielerin
- Aschenbrenner, Wolfgang, deutscher Rundfunkmoderator und Musikwissenschaftler
- Aschenbroich, Heinrich (1839–1909), deutscher Maler und Restaurator
- Aschenbroich, Matthias (* 1981), deutscher Handballspieler
- Aschenheim, Erich (1882–1941), deutscher Arzt und NS-Opfer
- Aschenwald, Barbara (* 1982), österreichische Schriftstellerin
- Aschenwald, Erwin (* 1954), österreichischer Komponist, Violinist und Sänger
- Aschenwald, Franz (1913–1945), österreichischer Skisportler
- Aschenwald, Hansjörg (* 1965), österreichischer nordischer Kombinierer
- Aschenwald, Philipp (* 1995), österreichischer Skispringer
- Aschenwald, Rosi (* 1962), österreichische Skirennläuferin
- Ascher ben Jechiel (1250–1327), Talmudist
- Ascher, Abraham (1794–1837), Bezirksrabbiner in Baden
- Ascher, Abraham (* 1928), US-amerikanischer Historiker
- Ascher, Angela (* 1977), deutsche SchauspielerinAngela Ascher (* 1977)

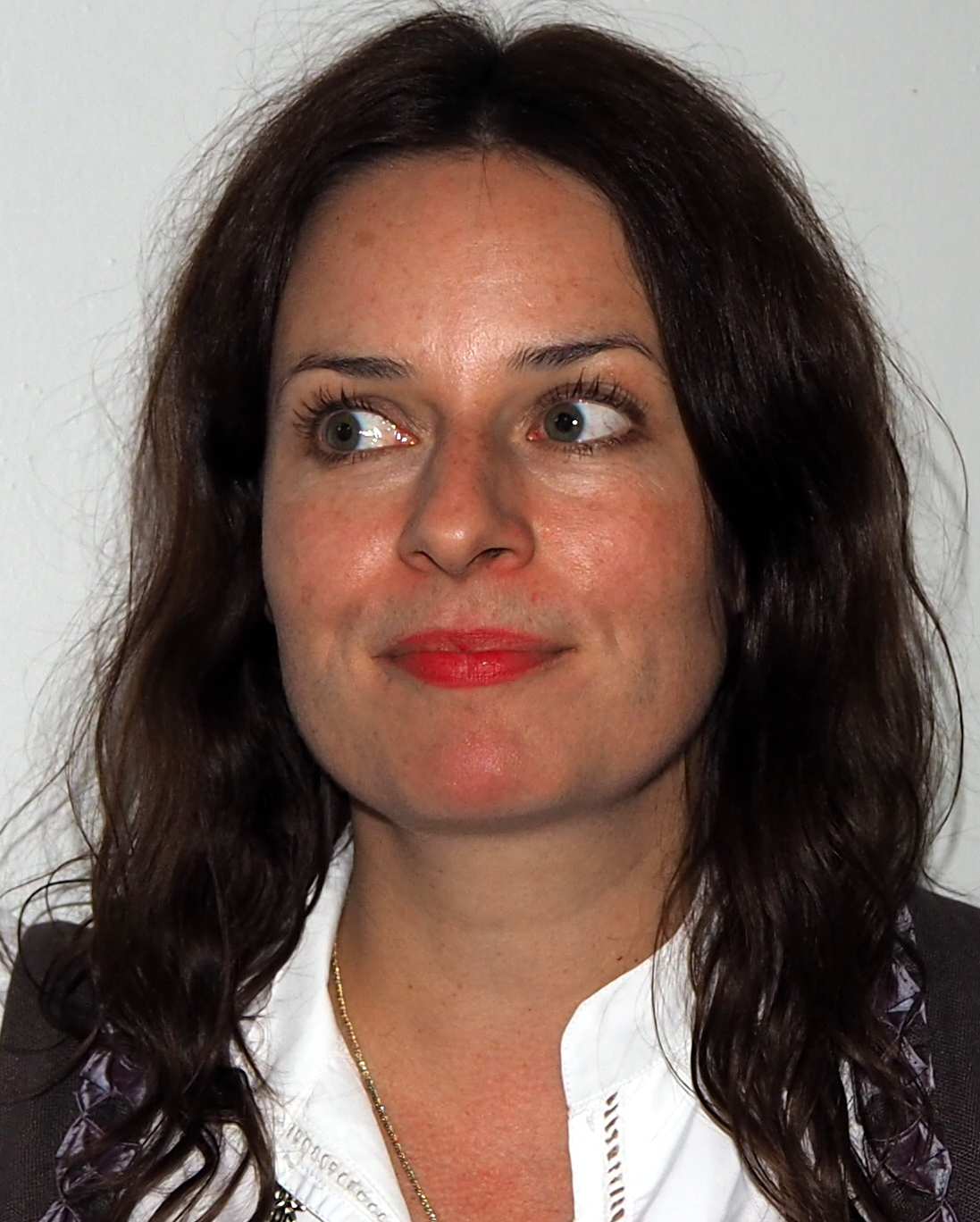
Angela Ascher (* 1977)

- Ascher, Anton (1820–1884), deutscher Theaterschauspieler, -regisseur und -direktor
- Ascher, Edgar (1921–2006), Schweizer Physiker und Kristallograph
- Ascher, Felix (1883–1952), deutscher Architekt
- Ascher, Ferdinand (* 1988), deutscher Schauspieler
- Ascher, Franz Hilarius (1852–1929), österreichischer Unternehmer, Großgrund- und Bergwerksbesitzer, Eigentümer und Chefredakteur der Montan-Zeitung
- Ascher, Fritz (1893–1970), deutscher expressionistischer Maler und Dichter
- Ascher, Fritzmartin (1895–1975), deutscher Lehrer und Kommunalpolitiker
- Ascher, Gabriel, deutscher Journalist und Informant des deutschen Abwehrdienstes
- Ascher, Helmuth (1930–2013), österreichischer Fotograf und Maler
- Ascher, Hermann (1844–1931), deutscher Verwaltungsjurist
- Ascher, Karl (1851–1940), deutscher Konteradmiral der Kaiserlichen Marine
- Ascher, Karl (1887–1971), tschechoslowakisch-amerikanischer Mediziner
- Ascher, Kenneth (* 1944), US-amerikanischer Jazzmusiker und Komponist
- Ascher, Leo (1880–1942), österreichischer Komponist und Jurist
- Ascher, Ludwig (1865–1942), deutscher Sozialhygieniker
- Ascher, Marcia (1935–2013), US-amerikanische Mathematikerin und Hochschullehrerin
- Ascher, Maurice (1873–1965), Schweizer Schriftsteller und Pädagoge
- Ascher, Nelson (* 1958), brasilianischer Dichter
- Ascher, Paul (1899–1941), deutscher Kapitän zur See der KriegsmarinePaul Ascher (1899–1941)

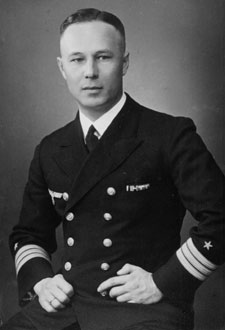
Paul Ascher (1899–1941)

- Ascher, Paul (1927–2018), deutscher Pädagoge und Hochschullehrer
- Ascher, Peter-Wolf (1939–2023), österreichischer Neurochirurg und Hochschullehrer
- Ascher, Saul (1767–1822), deutscher Schriftsteller
- Ascher, Siegfried (1877–1962), deutscher und israelischer Architekt und Philatelist
- Ascher, Simone (* 1980), deutsche Schauspielerin
- Ascher, Walther (1900–1980), deutscher Jurist
- Ascher-Nash, Franzi (1910–1991), austroamerikanische Musikkritikerin
- Ascheraden, Wilhelm von (* 1946), deutscher Theologe und Lieddichter
- Ascherbauer, Dominik (* 1989), österreichischer Handballspieler
- Ascherham, Gabriel († 1545), deutscher Täufer
- Ascherio, Alberto (* 1953), Epidemiologe und Ernährungsmediziner an der Harvard University
- Ascherl, Heinrich (1915–1999), deutscher Bankdirektor und Heimatforscher
- Ascherl, Marion, deutsche Designerin
- Ascherl, Peter (1953–2022), kanadischer Eishockeyspieler
- Ascherl, Willy (1902–1929), deutscher Fußballspieler
- Aschermann, Hartmut (1921–2009), deutscher evangelischer Theologe
- Aschermann, Hedy (1897–1978), deutsche Violinistin
- Aschermann, Horst (1932–2005), österreichischer Bildhauer
- Aschersleben, Christian Siegmund von († 1709), königlich preußischer Oberst und Kommandeur des Kürassier-Regiments Nr. 2
- Aschersleben, Ehrentreich Friedrich von (1707–1761), königlich preußischer Generalmajor
- Aschersleben, Georg Wilhelm von (1702–1775), preußischer Kammerpräsident
- Aschersleben, Hans von († 1772), preußischer Offizier und Beamter
- Ascherson, Ferdinand (1832–1904), deutscher Klassischer Philologe und Bibliothekar
- Ascherson, Neal (* 1932), schottischer Journalist
- Ascherson, Paul (1834–1913), deutscher Botaniker, Historiker, Ethnograph und Sprachforscher

#### Aschg
- Aschgan, Franz (1899–1945), österreichischer Politiker (SdP), Mitglied des Kärntner Landtags

#### Aschh
- Aschhausen, Johann Gottfried von (1575–1622), Fürstbischof von Bamberg und Würzburg, Hexenverfolger
- Aschheim, Isidor (1891–1968), deutsch-israelischer Maler und Grafiker
- Aschheim, Selmar (1878–1965), deutscher Gynäkologe
- Aschheim, Steven E. (* 1942), israelischer Historiker
- Aschhoff, Hans (1899–1973), deutscher NSDAP-Funktionär
- Aschhoff, Susanne (* 1971), deutsche Politikerin (Bündnis 90/Die Grünen), MdL

#### Aschi
- Aschichmina, Tamara Jakowlewna (* 1945), sowjetische bzw. russische Chemikerin, Ökologin und Hochschullehrerin
- Äschighalijew, Absal (* 1992), kasachischer Shorttracker
- Aschikpaschazade, osmanischer Historiograph
- Äschim, Nurghali (* 1959), kasachischer Politiker
- Äschimbajew, Mäulen (* 1971), kasachischer Politiker
- Äschimbetow, Nurschan (* 1969), kasachischer Politiker
- Äschimow, Bäiken (1917–2010), sowjetischer Politiker der Kasachischen Sozialistischen Sowjetrepublik
- Äschimow, Ghalym (* 1968), kasachischer Politiker
- Aschinger, August (1862–1911), deutscher UnternehmerAugust Aschinger (1862–1911)

August Aschinger (1862–1911)

- Aschinger, Fritz (1894–1949), deutscher Gastronom
- Äschirbekow, Qairat (* 1982), kasachischer Fußballspieler
- Aschirow, Kiamil Bekirowitsch (1912–2001), sowjetisch-russischer Geologe und Hochschullehrer
- Aschirow, Nafigulla Chudtschatowitsch (* 1954), russischer Mufti

#### Aschk
- Aschka, Wilhelm (1900–1988), deutscher Politiker (NSDAP), MdR und SA-Führer
- Aschke, Manfred (1950–2023), deutscher Rechtswissenschaftler
- Aschkenasi aus Janow, Jakob (* 1550), Rabbiner und jiddischer Schriftsteller
- Aschkenasi, Elchanan (1713–1780), deutscher Rabbiner
- Aschkenasi, Gabi (* 1954), israelischer Militär und Politiker
- Aschkenasi, Gerschon Ulif († 1693), österreichischer Rabbiner
- Aschkenasi, Salomo, Arzt und Diplomat
- Aschkenasi, Wladimir Dawidowitsch (* 1937), russischer Pianist und DirigentWladimir Dawidowitsch Aschkenasi (* 1937)

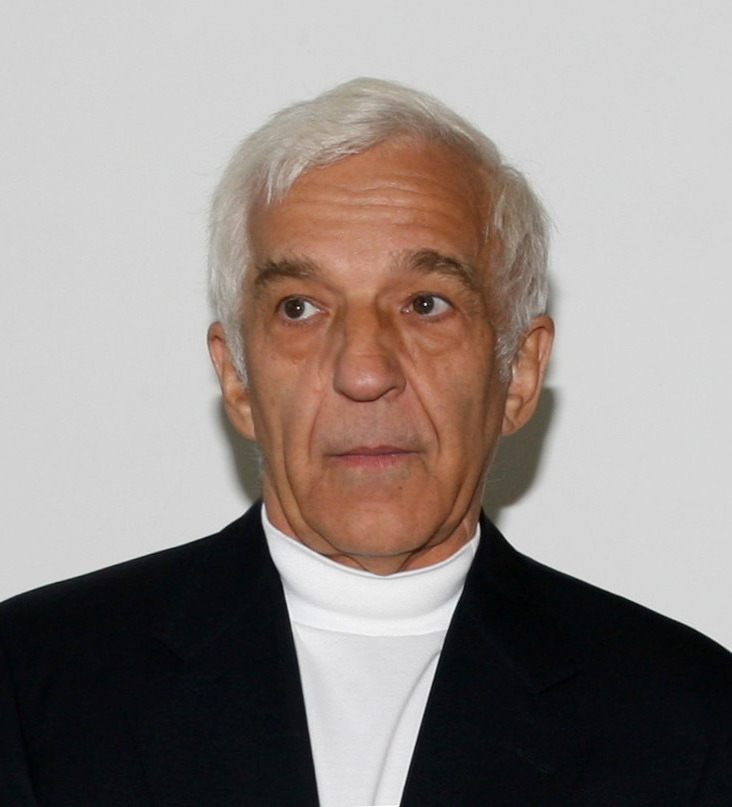
Wladimir Dawidowitsch Aschkenasi (* 1937)

- Aschkenazi, Betsalel, jüdischer Gelehrter
- Aschkenazi, Samuel, jüdischer Gelehrter

#### Aschl
- Aschl, Albert (1900–1982), deutscher Archivar und Heimatforscher
- Aschl, Heidi (* 1953), deutsche Bauingenieurin

#### Aschm
- Aschmann, Birgit (* 1967), deutsche Historikerin
- Aschmann, Carsten (* 1965), deutscher Filmemacher, Videokünstler, Autor, Filmeditor und Filmproduzent
- Aschmann, Ernst (1848–1910), deutscher Konteradmiral der Kaiserlichen Marine
- Aschmann, Gottfried (1884–1945), deutscher Diplomat
- Aschmann, Herbert (1913–1975), deutscher Maler und Bühnenbildner
- Aschmann, Mary Francis (1921–2006), amerikanische Klarisse, Dichterin und Schriftstellerin
- Aschmann, Otto (1888–1965), deutscher Politiker (CDU), Oberbürgermeister von Oberhausen
- Aschmann, Uwe (* 1955), deutscher Fußballspieler
- Aschmanow, Igor Stanislawowitsch (* 1962), sowjetisch-russischer Mathematiker, Informatiker und Unternehmer
- Aschmarin, Andrei Olegowitsch (* 1984), russischer Badmintonspieler
- Aschmoneit, Christoph (1901–1984), deutscher Schiffbauingenieur
- Aschmoneit, Dirk (* 1962), deutscher TriathletDirk Aschmoneit (* 1962)

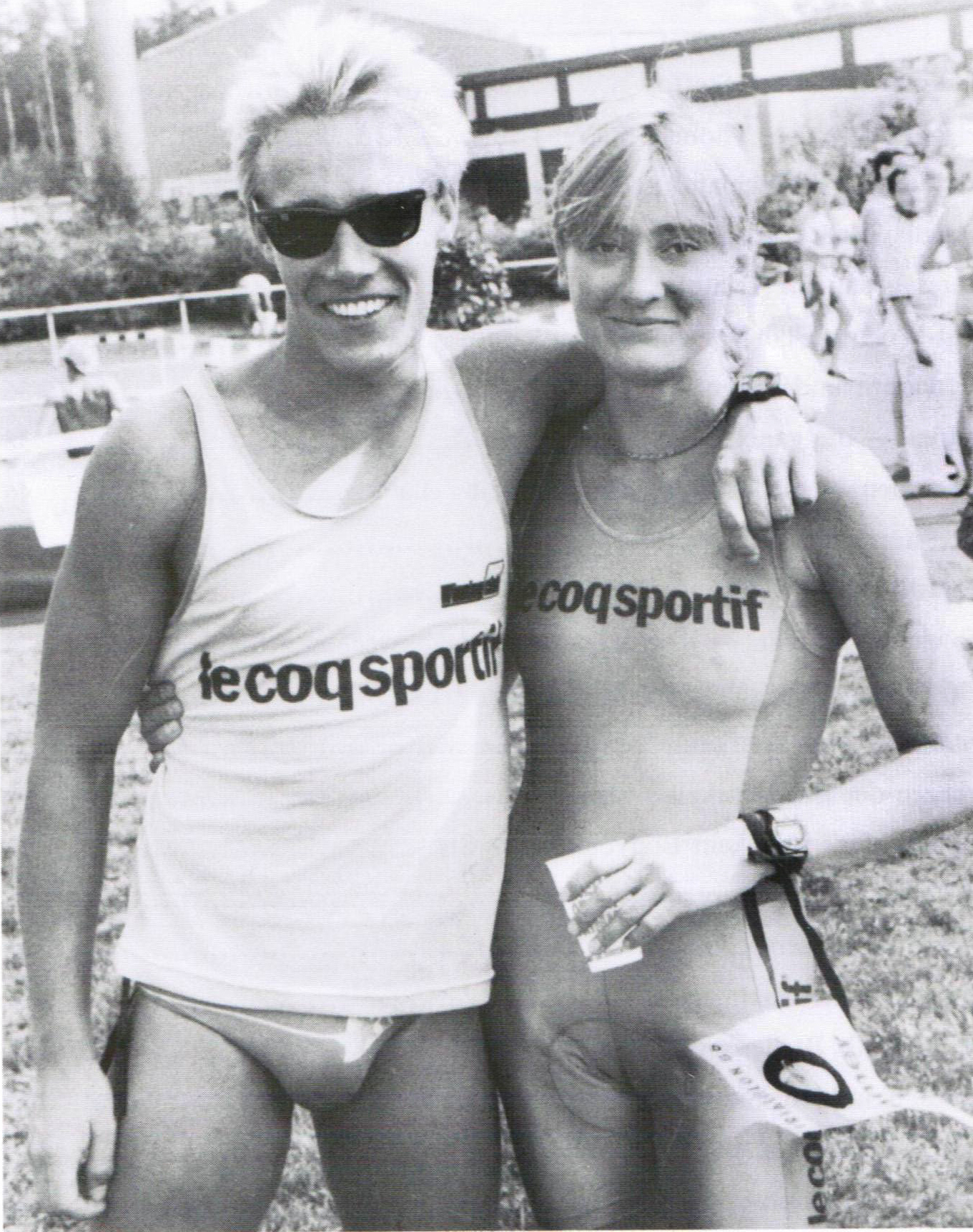
Dirk Aschmoneit (* 1962)

- Aschmoneit-Lücke, Christel (* 1944), deutsche Politikerin (FDP), MdL

#### Aschn
- Aschner, Bernhard (1883–1960), österreichischer Arzt
- Aschner, Ernst (1893–1956), deutscher Richter und Diplomat
- Aschner, Ilse Maria (1918–2012), österreichische Journalistin und Zeitzeugin
- Aschner, Lipót (1872–1952), ungarischer Industrieller

#### Ascho
- Aschoff, Albrecht (1899–1972), deutscher Politiker (FDP), MdB, MdEP
- Aschoff, Diethard (1937–2021), deutscher Historiker und Judaist
- Aschoff, Eva (1900–1969), deutsche Schrift- und Buchgestalterin
- Aschoff, Friedrich von (1789–1854), preußischer Generalleutnant
- Aschoff, Friedrich von (1864–1955), preußischer Verwaltungsbeamter und Abgeordneter
- Aschoff, Hans-Georg (* 1947), deutscher Historiker
- Aschoff, Heinrich (1893–1958), deutscher Landwirt und Gerechter unter den Völkern
- Aschoff, Jürgen (1913–1998), deutscher Biologe und Verhaltensphysiologe
- Aschoff, Jürgen C. (* 1938), deutscher Neurologe, Hochschullehrer und Schriftsteller mit Spezialisierung auf tibetischer Medizin
- Aschoff, Karl (1867–1945), deutscher Apotheker
- Aschoff, Ludwig (1866–1942), deutscher PathologeLudwig Aschoff (1866–1942)

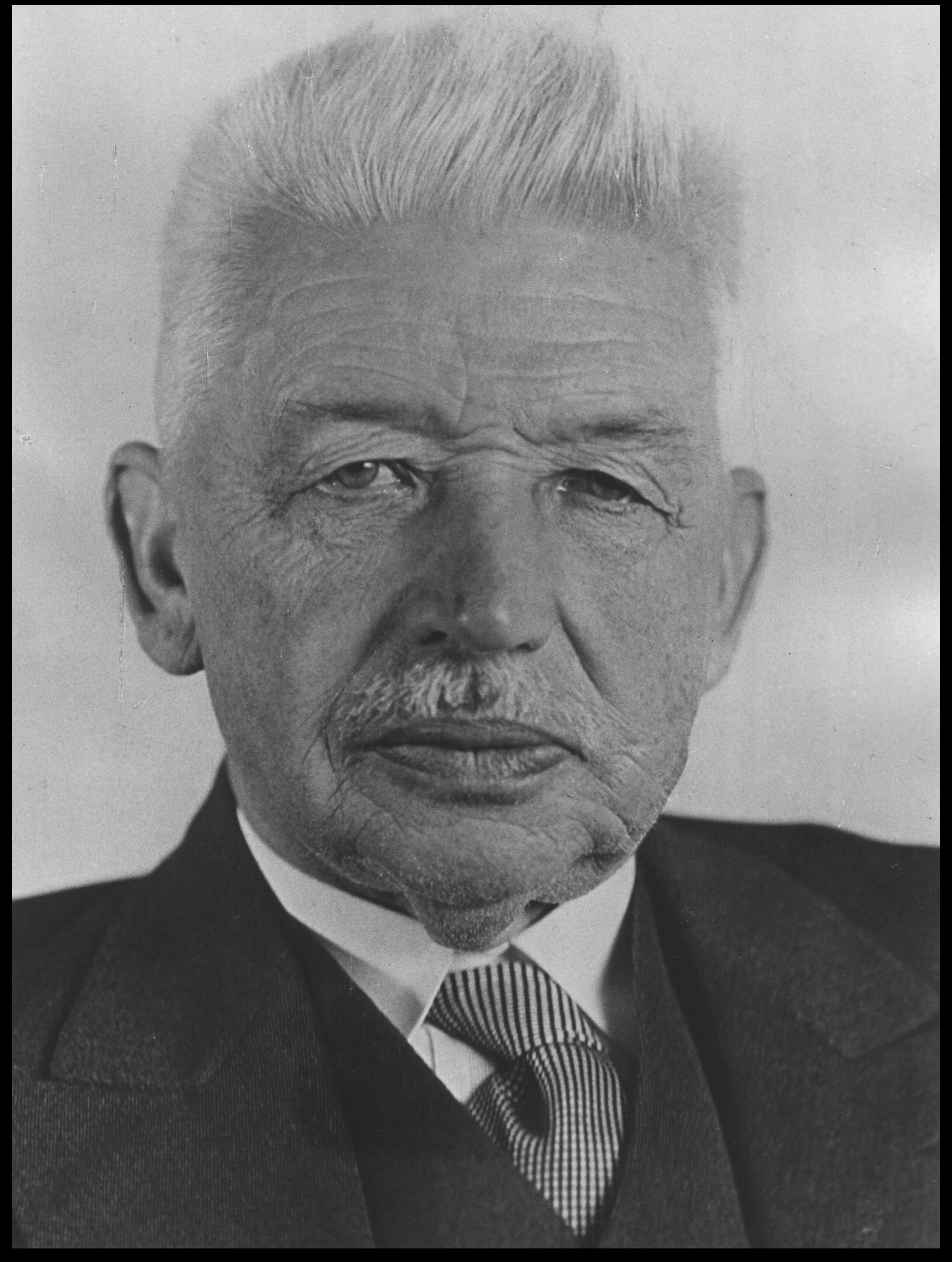
Ludwig Aschoff (1866–1942)

- Aschoff, Ludwig Philipp (1758–1827), Apotheker
- Aschoff, Otto von (1871–1930), preußischer Landrat des Landkreises St. Wendel
- Aschoff, Peter (* 1965), deutscher evangelischer Theologe, Mitbegründer der Elia-Gemeinschaft, Autor und Vorreiter der Emerging Church-Bewegung
- Aschoff, Volker (1907–1996), deutscher Hochschullehrer für Nachrichtentechnik und Rektor der RWTH Aachen
- Aschoff, Wilhelm (1723–1788), preußischer Beamter
- Aschoff, Wulf (1943–1999), deutscher Arzt und Kinderpsychiater
- Aschot I., Fürst von Iberien, erster iberischer König von Tao-Klardschetien
- Aschot I. († 890), armenischer Prinz und König
- Aschot II., König Armeniens aus der Dynastie der Bagratiden
- Aschot II. († 954), Kuropalat von Kartli-Iberien
- Aschot II. Bagratuni († 688), armenischer Fürst
- Aschot III. († 977), armenischer König
- Aschot III. Bagratuni († 762), Fürst aus der Familie der Bagratuni
- Aschot IV. († 1040), König von Armenien
- Aschot Msaker († 826), Fürst von Armenien

#### Aschr
- Aschraf Dschanbalat, al-, Sultan der Mamluken in Ägypten
- Aschraf Khan († 1729), Herrscher aus der Hotaki-Dynastie in Persien
- Aschraf Sayf ad-Din Inal, al-, Sultan der Mamluken
- Aschraf Schaban, al-, Sultan der Mamluken in Ägypten
- Aschraf, al-, Sultan von Ägypten
- Aschrafi, Muchtar Aschrafowitsch (1912–1975), sowjetischer Komponist
- Aschrafjan, Klara (1924–1999), sowjetische bzw. russische Indologin
- Aschrawi, Hanan (* 1946), palästinensische Politikerin
- Aschrott, Paul Felix (1856–1927), deutscher Jurist und Sozialreformer
- Aschrott, Sigmund (1826–1915), Industrieller und ImmobilieninvestorSigmund Aschrott (1826–1915)

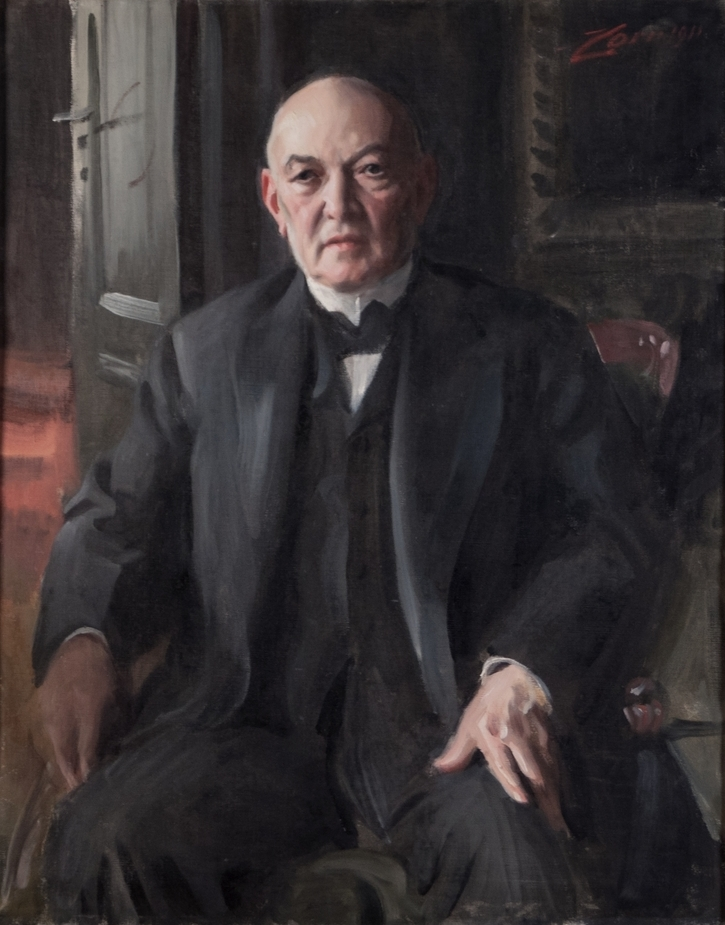
Sigmund Aschrott (1826–1915)

#### Ascht
- Aschtscheulowa, Aljona Jewgenjewna (* 1988), russische Naturbahnrodlerin

#### Aschu
- Aschuba, Nugsar (* 1952), abchasischer Politiker
- ʿĀschūr, Muhammad at-Tāhir ibn (1879–1973), tunesischer Religionsgelehrter und Universitätsprofessor
- Aschuralijew, Ruslan Nuralijewitsch (1950–2009), sowjetischer Ringer
- Aschurbejli, Igor Raufowitsch (* 1963), russischer Unternehmer und Raumwissenschaftler
- Aschurkow, Wladimir (* 1972), russischer Bankier und Oppositionspolitiker

#### Aschw
- Aschwanden, Felix (1938–2024), Schweizer Gymnasiallehrer, Sachbuchautor und Dialektlexikograph
- Aschwanden, Herbert (* 1933), Schweizer Arzt, Sachbuchautor und humanitärer Helfer
- Aschwanden, Peter (1949–2010), Schweizer Filmemacher
- Aschwanden, Rahel (* 1993), schweizerische Tischtennisspielerin
- Aschwanden, Sergei (* 1975), Schweizer Judoka und Politiker (FDP.Die Liberalen)Sergei Aschwanden (* 1975)

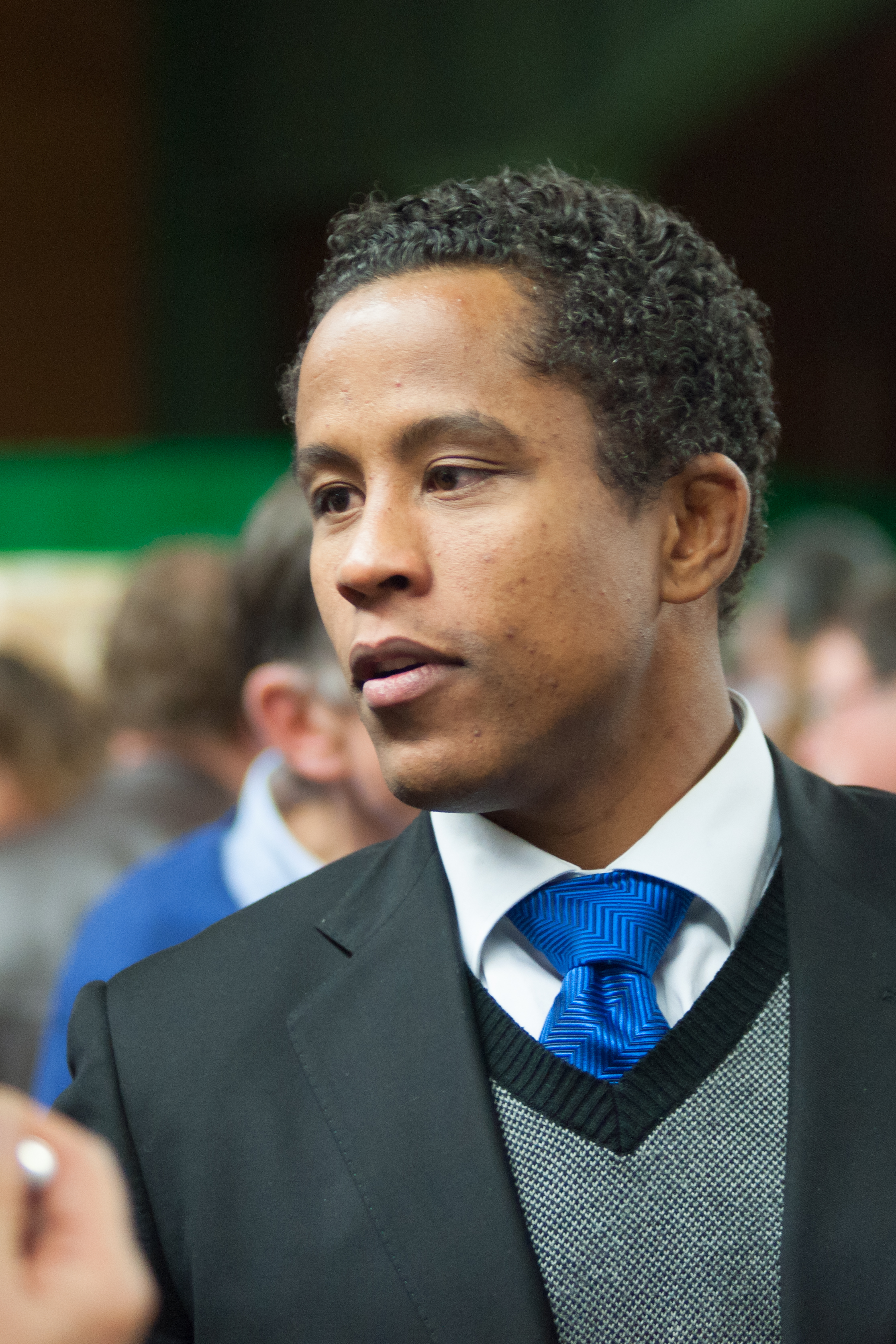
Sergei Aschwanden (* 1975)

- Aschwanden, Wilhelm (* 1969), Schweizer Skilangläufer
- Aschwer, Hermann (* 1947), deutscher Triathlet und Autor
- Aschwetia, Micheil (* 1977), georgischer Fußballspieler
- Aschwin von Salder († 1369), Propst im Stift Braunschweiger Dom

### Asci
- Asciak, Helen (* 1963), maltesische Tennisspielerin
- Asciak, Wilfred (1930–2016), maltesischer Billardspieler, Verleger und Journalist
- Aščić, Sara (* 1997), kroatische Leichtathletin
- Aşcıgil, Timuçin (* 1986), türkischer Fußballspieler
- Ascii.Disko, deutscher Musiker und DJ
- Ascione, Aniello, neapolitanischer Stilllebenmaler
- Ascione, Joe (1961–2016), US-amerikanischer Jazzmusiker
- Ascione, Thierry (* 1981), französischer Tennisspieler

### Ascl
- Asclepi, Giuseppe (1706–1776), italienischer Astronom und Physiker
- Asclepiodotus, römischer Beamter und Militär
- Asclepius, Nikolaus († 1571), deutscher Rechtswissenschaftler, Philosoph, Staatsmann und Hochschullehrer
- Ascletario († 96), hellenistischer Astrologe

### Asco
- Ascoli, Alberto (1877–1957), italienischer Serologe
- Ascoli, Giulio (1843–1896), italienischer Mathematiker
- Ascoli, Graziadio (1829–1907), italienischer Sprachwissenschaftler
- Ascoli, Guido (1887–1957), italienischer Mathematiker
- Asconeguy, Alicia (1949–2020), uruguayische Malerin und Grafikerin
- Asconeguy, Danilo (* 1986), uruguayischer Fußballspieler
- Asconeguy, José (* 1963), uruguayischer Straßenradrennfahrer
- Asconius Pedianus, Kommentator klassischer Texte und Grammatiker
- Ascot, Norman (* 1941), deutscher Komponist und Sänger
- Ascott, Percelle (* 1993), britischer SchauspielerPercelle Ascott (* 1993)

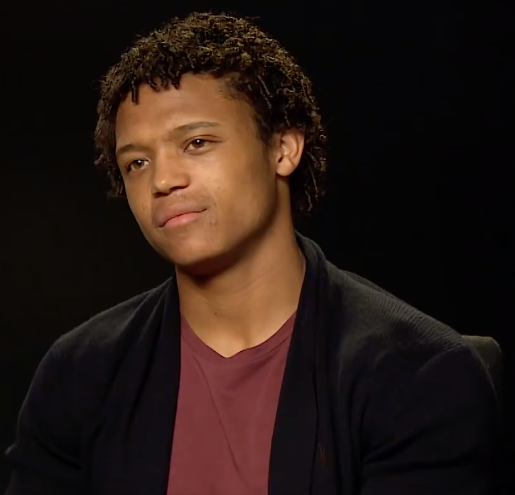
Percelle Ascott (* 1993)

- Ascott, Terence (* 1947), britischer Bauingenieur, Gründer und Geschäftsführer von SAT-7

### Ascu
- Ascues, Carlos (* 1992), peruanischer Fußballspieler
- Ascum, oströmischer General
- Ascuy Aguilera, Filiberto (* 1972), kubanischer Ringer im griechisch-römischen Stil